# Petrol Ofisi SK
Petrol Ofisi Gençlik ve Spor Kulübü war ein türkischer Fußballverein aus der türkischen Hauptstadt Ankara. Der Verein spielte in der Saison 1994/95 in der Süper Lig und befindet sich in deren Ewigen Tabelle auf dem 64. Platz. Ihre Heimspiele trugen die Rot-Weißen zuletzt im Cebeci İnönü Stadı aus, während sie in ihrer einzigen Süper-Lig-Saison ihre Heimspiele im Ankara 19 Mayıs Stadyumu absolvierten. Im Sommer 2010 wurde der Verein aufgelöst, nachdem dem Klub untersagt worden war, den Markennamen Petrol Ofisi weiter zu benutzen.

## Geschichte
Petrol Ofisi SK wurde 1954 unter dem Namen Petrolspor Kulübü als Betriebssportverein des damals staatlichen Mineralölunternehmens Petrol Ofisi gegründet. Die Fußballsparte schaffte es im Sommer 1964 in die erst ein Jahr zuvor neu gegründete zweithöchste türkischen Spielklasse, der  Türkiye 2. Futbol Ligi, aufgenommen zu werden. Damals wurde der Verein in den Tabellen auch dem Kurznamen Petrolspor geführt. Nach vier Jahren in dieser Liga stieg man zum Sommer 1968 in die dritthöchste Spielklasse, die heutige Türkiye 3. Futbol Ligi, ab. Bereits ein Jahr zuvor änderte sich der Klubname in die heutige Form Petrol Ofisi SK. In der dritthöchsten Spielklasse spielte der Verein bis zum Sommer 1979 und stieg anschließend in die regionale Amateurliga ab.
In die 2. Futbol Ligi kehrte der Verein erst im Sommer 1981 zurück. In der Zwischenzeit wurde im Sommer 1980 die 3. Liga abgeschafft, sodass die Meister aus den regionalen Amateurligen direkt in die 2. Liga aufstiegen. Hier spielte der Klub bis zum Sommer 1994 durchgängig. Bereits ab Ende der 1980er Jahre belegte der Verein immer wieder obere Tabellenplätze und verpasste mehrmals als Vizemeister der 2. Liga den Aufstieg in die 1. Lig. Die Saison 1993/94 beendete man als Zweitligameister  und schaffte so zum ersten und einzigen Mal in der Vereinsgeschichte den Aufstieg in die 1. Lig. In die Erstligasaison 1994/95 startete der Verein unglücklich und belegte früh einen Abstiegsplatz. Zwar sammelte der Verein bis zum Saisonende 29 Punkte, konnte aber seine direkten Konkurrenten nicht überholen und stieg so wieder in die 2. Liga ab. Auf diesen Abstieg folgte im Sommer 1996 auch der Abstieg von der 2. Liga, sodass der Verein drittklassig wurde. Nach zwei Jahren in der 3. Lig stieg der Verein 1998 wieder in die Zweite Spielklasse auf und stieg bereits nach einer Saison wieder ab.
Im Sommer 2000 wurde das staatliche Mineralölunternehmen privatisiert und dann an Doğan Sirketler Grubu Holding verkauft. Die neuen Inhaber entschieden sich schnell, den Sportklub nicht mehr weiterzuführen und zogen sich aus dem Verein zurück. Ohne Hauptsponsor und einer wirklichen Fangemeinde überlebte der Verein zwei Spielzeiten im Profifußball und stieg im Sommer 2001 in die Amateurliga ab.
2010 geriet der Verein mit dem Türkischen Fußballverband wegen der Verletzung des Markennamens Petrol Ofisi in einen Rechtsstreit. Der Fußballverband verweigerte die Anerkennung des Vereinsnamens und löste den Verein damit auf.

## Erfolge
- Meisterschaft der TFF 1. Lig (1): 1993/94
- Aufstieg in die Süper Lig (1): 1993/94

## Ligazugehörigkeit
- 1. Liga: 1994–1995
- 2. Liga: 1964–1968, 1981–1994, 1995–1996, 1998–1999
- 3. Liga: 1968–1979, 1996–1998, 1999–2001
- 4. Liga: 2001–2002

## Ehemalige bekannte Spieler
- Mehmet Altıparmak
- Zafer Bilgetay
- Murat Bölükbaşı
- Umut Bulut
- Şenol Çorlu
- Salim Görür
- Doğa Kaya
- Mustafa Keçeli
- Osvaldo Nartallo
- Zafer Öğer
- Hakan Söyler
- Tınaz Tırpan
- Tamer Tuna
- Gökhan Ünal
- Vedat Vatansever

## Ehemalige bekannte Trainer
- Candan Dumanlı
- Güvenç Kurtar
- Zeynel Soyuer
- Tınaz Tırpan